# 梅鲁奥卡
梅鲁奥卡（葡萄牙語：Meruoca）是巴西塞阿拉州的一个市镇。总面积144.94平方公里，总人口12118人，人口密度83.6人/平方公里。